# Kość zębowa

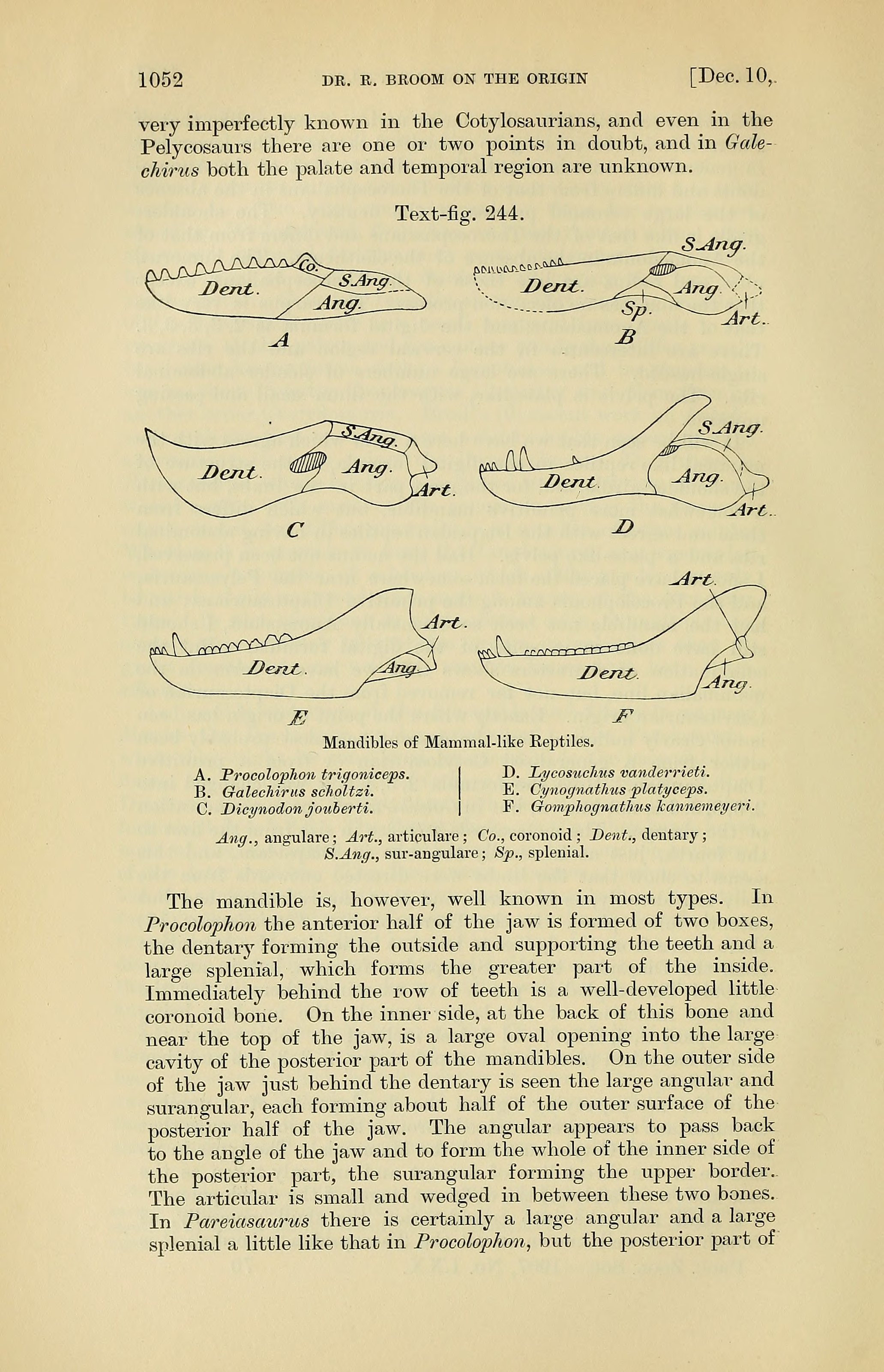
Żuchwa tzw. gadów ssakokształtnych. Kość zębowa opisana skrótem Dent.

Kość zębowa (łac. os dentale) – kość wchodząca w skład szczęk u żuchwowców. Kość zębowa powstała w ewolucji ze szkieletu łuku żuchwowego, będącego pierwszym łukiem skrzelowym u przodków żuchwowców. U ssaków jedyna kość tworząca żuchwę.
Kości zębowe są parzyste. Lewa i prawa kość zębowa łączą się na przedzie spojeniem żuchwy (symphysis mandibulae). U większości ssaków jest to struktura budowana przez tkankę chrzęstną włóknistą, a obie kości zachowują pewną odrębność. U niektórych (świnie, naczelne) kości te zrastają się całkowicie w trakcie rozwoju osobnika. U ludzi pozostałość spojenia może mieć postać bruzdy lub wypukłości i przechodzi na dole w guzowatość bródkową.
U wielu kręgowców kość zębowa jest jedną z kości budujących żuchwę. Osadzone są w niej zęby. W trakcie ewolucji owodniowców w linii prowadzącej do ssaków jedne kości żuchwy uległy redukcji – kość kwadratowa przekształciła się w kowadełko, a kość stawowa w młoteczek, podczas gdy kość zębowa stała się jedyną kością tworzącą żuchwę. Wiąże się to z rolą żucia u przedstawicieli tej linii – cynodontów. Żucie wymaga silnego umięśnienia kości biorących w nim udział. Funkcję tę pełni mięsień żwacz, którego rozrost w trakcie ewolucji wiązał się z rozrostem kości zębowej, do której był przyczepiony.
Ze względu na redukcję kości tworzących staw łączący żuchwę z mózgoczaszką staw funkcjonujący u ssaków (staw skroniowo-żuchwowy) jest tworzony bezpośrednio przez wyrostek kości zębowej (wyrostek kłykciowy) i dół żuchwowy w kości skroniowej. Tak zbudowana kość zębowa i staw skroniowo-żuchwowy są cechą uznawaną za diagnostyczną przy odróżnianiu tradycyjnie rozumianych gadów od ssaków. Według jednych badaczy jest to cecha wystarczająca, więc za ssaki uznawane są także okazy mające dwa rodzaje stawów, podczas gdy według innych za ssaki są uważane okazy mające tylko ten typ stawu, a organizmy mające oba rodzaje należą do grupy ssakokształtnych, ale nie są do samych ssaków zaliczane.